# Expedició catalana a l'Everest de 1985
L'expedició catalana a l'Everest de 1985, oficialment anomenada Segona Expedició Caixa de Barcelona a l'Everest, va ser un projecte alpinístic encapçalat per Conrad Blanch amb l'objectiu d'assolir el cim de la muntanya més alta del planeta, l'Everest–Sagarmatha–Chomolungma (8.848 m) des del vessant tibetà. Era la tercera vegada que un equip català intentava de coronar l'Everest després de les expedicions fallides de 1982 i 1983, que reeixí finalment el 28 d'agost de 1985 quan Òscar Cadiach, Toni Sors i Carles Vallès, acompanyats dels nepalesos Ang Karma, Shambu Tamang i Narayan Shrestra van trepitjar el sostre del món.
Va ser la quarta ascensió mundial –i la primera occidental– que va fer cim per l'exigent ruta de l'aresta nord-est (coneguda com «la via de Mallory») i la segona ascensió absoluta a l'Everest en plena època monsònica. La pujada es va fer sense utilitzar oxigen suplementari, tot i que sí que se'n va fer servir durant les pernoctacions. En el descens nocturn quatre alpinistes de la cordada van haver d'improvisar un bivac a 8.600 m d'altitud que va estar a punt de costa'ls la vida, i dos d'ells van haver de menester novament d'una ampolla d'oxigen.
En el seu moment fou considerat l'èxit més important de l'alpinisme català i tingué una gran repercussió mediàtica a Catalunya i a l'Estat espanyol. Un cop retornats, els catorze integrants van rebre una benvinguda massiva a l'Aeroport del Prat i a la plaça de Sant Jaume seguida d'una recepció oficial a l'Ajuntament de Barcelona i al Palau de la Generalitat.

## Antecedents

### El primer ascens a l'Everest (1953)

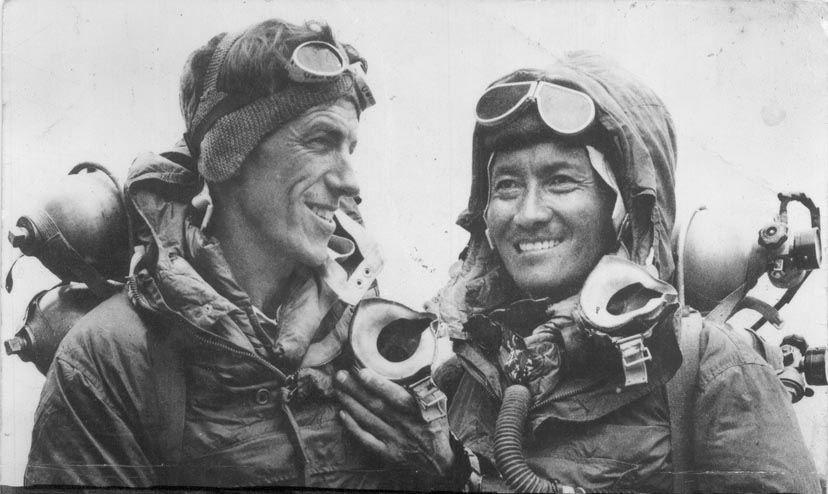
Edmund Hillary i Tenzing Norgay després de completar el primer ascens a l'Everest el 29 de maig de 1953

La muntanya més alta del món, anomenada tradicionalment Chomolungma pels tibetans i rebatejada pels exploradors anglesos l'any 1865 en honor del topògraf Sir George Everest, va ser objecte d'estudi des de mitjan segle xix, però el primer intent d'assolir el cim no va tenir lloc fins al 1921. Tres dècades després, el 29 de maig de 1953, el neozelandès Edmund Hillary i el xerpa Tenzing Norgay, membres d'una expedició britànica, van ser els primers d'arribar al punt més alt de la Terra, ascendint-hi per la ruta nepalesa des de la cara sud, atès que la invasió xinesa del Tibet de 1950 va suposar el tancament d'aquest país per als estrangers i la impossibilitat d'accedir-hi des del vessant nord. Només feia tres anys que, el 3 de juny de 1950, la comitiva francesa liderada per Maurice Herzog havia coronat l'Annapurna (8.091 m), el primer vuit mil conquerit per la humanitat, iniciant una ràpida successió d'intents de molts països per completar els catorze cims més elevats del planeta. El darrer de ser-ho va ser el Shisha Pangma (8.027 m) per un equip xinès l'any 1964.

### La conquesta de la cara nord

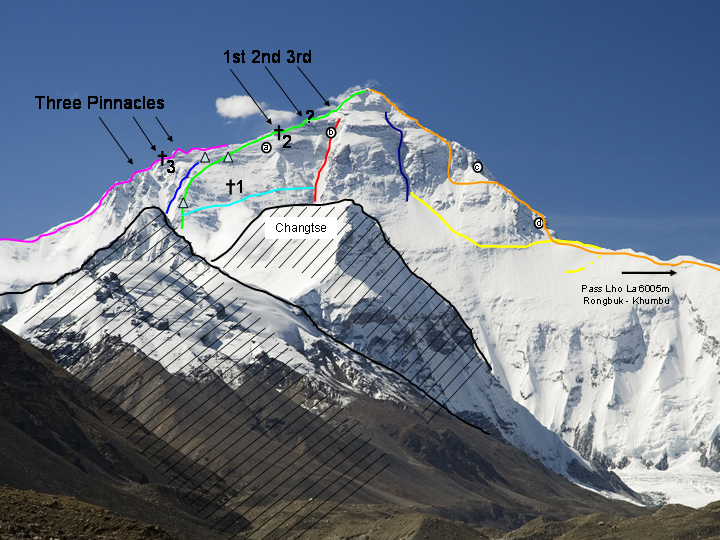
Principals rutes d'accés a la cara nord de l'Everest. En verd clar el recorregut per l'aresta nord-est realitzat per les expedicions catalanes de 1983 i 1985.

El 1979 la Xina va anunciar que reobriria la frontera tibetana a les expedicions que volguessin provar d'ascendir a l'Everest per la cara nord, que presumptament ja havia estat coronada per aquesta banda en dues ocasions per equips xinesos, el 1960 i el 1975, totes dues per l'aresta nord-est, la qual per la seva llargada obligava els alpinistes a passar més de tres dies per sobre dels vuit mil metres. La primera d'aquestes ascensions havia estat històricament posada en dubte perquè no hi ha registres fotogràfics que demostrin que van fer el cim, si bé més tard va ser confirmada amb entrevistes als seus protagonistes, Wang Fou-chou, Nawang Gonbu i Chu Yin-hua.
A la primavera de 1980 dues expedicions japoneses també van aconseguir d'arribar-hi per la cara nord; una d'elles, liderada per Yasuo Kato, ho va fer per l'aresta nord-est, essent la tercera vegada que s'acomplia aquesta via. El 20 d'agost d'aquell mateix any, en una proesa sense precedents, el mític alpinista sud-tirolès Reinhold Messner va realitzar, també per la cara nord però amb un recorregut diferent, la primera ascensió a l'Everest en solitari –sense cap expedició que li donés suport–, sense oxigen suplementari i en plena època monsònica, trencant d'un sol cop molts dels mites existents sobre els «impossibles» de la gran muntanya i eixamplant, un cop més, els horitzons de la pràctica alpinística.
Durant els anys següents van provar sense èxit aquesta ruta –o alguna de les seves variants– diverses expedicions de nacionalitat francesa (1981), britànica (1982 i 1985), holandesa (1982), xilena, (1983), suïssa (1983), japonesa (1983) i nord-americana (1984).

### Els primers vuit mil de l'alpinisme català (1974–1984)
L'alpinisme català trigaria uns anys a posar-se a l'alçada dels seus anàlegs europeus. L'estrena fou a l'Annapurna-Est (8.026 m), un pic fins llavors encara verge, on es va completar el 1974 el primer ascens a un vuit mil d'un equip català –i de tot l'Estat espanyol– protagonitzat per Josep Manuel Anglada, Jordi Pons i Emili Civís sense ajuda de xerpes, un fet impensable en aquella època. Dos anys més tard, Jordi Camprubí va arribar al capdamunt del Makalu (8.463 m), el més alt fet per catalans fins al moment d'assolir l'Everest, i el 1978 Narcís Serrat va assolir una punta del Kanchenjungma Central (8.440 m). L'any següent, Jordi Pons va fer el cim del Dhaulagiri (8.172 m) en el marc d'una expedició catalano-navarresa.
Durant la primera meitat dels anys vuitanta els èxits catalans s'acumularen amb una llarga sèrie d'intents i culminacions als principals puntals de l'Himàlaia i el Karakorum, destacant les primeres ascensions del Gasherbrum II (8.035 m) el 1980 per Pere Aymerich i Enric Font, del Broad Peak (8.047 m) el 1981 per Enric Pujol –que morí en el descens– i Manolo Hernández; i durant l'any 1984 del Nanga Parbat (8.125 m) per Òscar Cadiach i Jordi Magriñà; de l'Annapurna Central (8.040 m) per Nil Bohigas i Enric Lucas; i del Cho Oyu (8.201 m) per Carles Vallès, Antoni Llasera i Jordi Pons. Aquell mateix any també va organitzar-se la primera expedició femenina catalana a l'Himàlaia formada per Meri Puig, M. del Carme Magdaleno, Esperança Capella, Carme Melis i Mònica Verge, que assoliren el cim del Kangtega (6.782 m). A més d'aquestes coronacions, es produïren altres intents que no reeixiren o que assoliren cims per sota dels vuit mil metres.
Per la seva banda, el 14 de maig de 1980 el basc Martin Zabaleta, acompanyat del xerpa Pasang Temba, es convertí en el primer alpinista de l'Estat espanyol a coronar el cim de l'Everest, des del coll sud. Allà va deixar-hi una ikurriña amb el logotip del moviment antinuclear i l'emblema d'ETA, cosa que causà una gran polèmica quan una expedició polonesa que hi va arribar poc temps després va fer públiques les fotografies del material que s'hi havia trobat.

### Everest-82: la primera expedició catalana

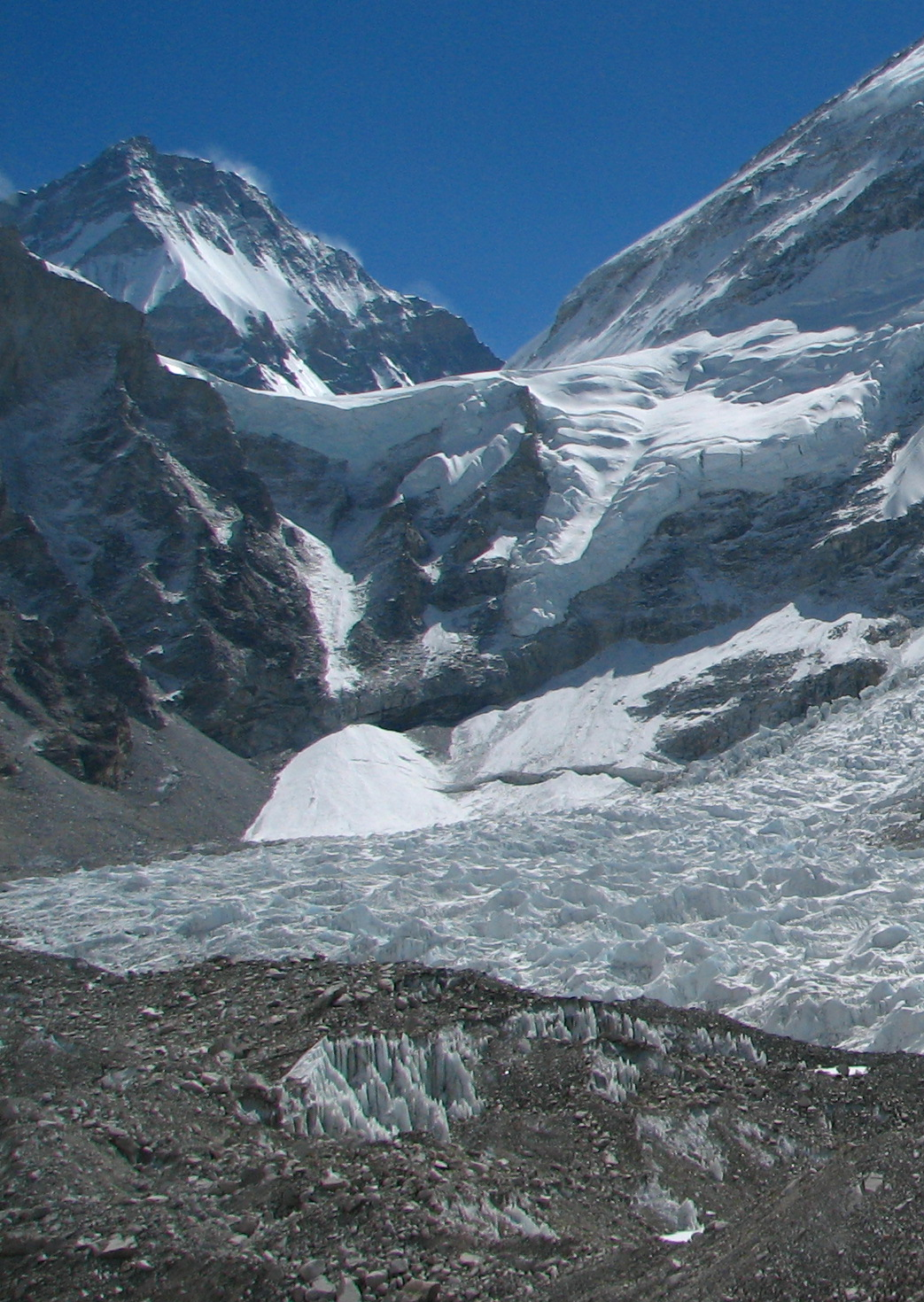
La paret de Lho La, situada per sobre de la glacera de Khumbu, al vessant sud (nepalès) de l'Everest

En aquest context, l'any 1982 el Centre Excursionista de Catalunya (CEC) va organitzar la primera expedició nacional a l'Everest, dirigida per Lluís Belvis, amb el lema «Catalunya al sostre del món». Els altres setze integrants catalans eren Jaume Altadill, Josep Manuel Anglada, Òscar Cadiach, Josep Casanovas, Emili Civís, Lluís Hortalà, Antoni Llasera, Manuel Mateu, Xavier Pérez Gil, Josep Vidal Ponce, Jordi Pons, Joan Ribas, Francesc Sàbat, Narcís Serrat, Jordi Sugrañes i Alfons Valls, acompanyats dels portadors Tshambu Tamarg, Ang Tshering, Lhakpa Tshiring, Nima Dorje Sherpa, Phurba Kittar, Tamarg i Sonam Temba. L'expedició va comptar amb l'aportació econòmica de Banca Catalana, així com el suport de la Generalitat de Catalunya i de l'Ajuntament de Barcelona.
El recorregut escollit en aquella ocasió era la ruta oberta pels iugoslaus a la primavera de 1979 a la cara sud i l'aresta oest, partint del vessant nepalès. El permís va ser concedit a l'organització el juny de 1980 i dos anys després es van enviar vint tones de material per iniciar l'expedició. El 17 de juliol els disset membres de la comitiva van sortir de Barcelona acompanyats per un càmera de RTVE i un periodista d'El Periódico de Catalunya, i arribaren tres dies després a Katmandú.
Durant l'agost, en plena època monsònica, es va realitzar la marxa d'aproximació, i el dia 11 d'aquell mes es va instal·lar el Camp base a 5.350 metres d'altitud, en un punt proper al final de la cascada de gel de la glacera de Khumbu. Per transportar el material i superar el fort desnivell entre el Camp I (6.050 m) i el coll de Lho-la es va haver d'instal·lar un cable telefèric d'uns 250 metres. El dia 7 de setembre una allau de pedres va eliminar la instal·lació de cordes fixes i es va haver de refer la ruta, creant un nou itinerari d'accés al coll que fou batejat pels xerpes com la «via dels catalans». Després de molts dies d'esforços enmig de fortes nevades, el dia 15 es va establir el Camp II (6.750) m i el dia 21 el Camp III (7.220 m). En aquest moment el xerpa Lhakpa va patir una perforació gàstrica mentre es trobava al segon campament i va morir, fet que suposà un fort cop a la moral de tota l'expedició. El seu cos va ser traslladat i incinerat segons el ritu budista.
El Camp IV es va instal·lar als 7.550 m i el darrer, el Camp V, a 8.100 m. L'atac es va iniciar el dia 14 d'octubre a les 4 de la matinada amb una cordada formada per Xavier Pérez Gil, Òscar Cadiach i Nima Dorje. Les condicions meteorològiques eren adverses, amb un vent de 120 km/h i una temperatura de -47 °C que va inutilitzar els aparells elèctrics, incloent-hi càmeres fotogràfiques, de cinema i el radiotelèfon. Durant l'ascens van respirar l'oxigen suplementari per primera vegada i en arribar als 8.500 m un mur de roca de considerables dificultats tècniques els va fer optar per la retirada, després de diversos intents fallits de superar-lo i amb la perspectiva que si no s'afanyaven haurien de fer un bivac a la baixada. Nima Dorje, que havia començat abans el descens en solitari, va partir poc després un accident mortal, probablement a causa d'un cop de vent, que va precipitar el seu cos cap a una caiguda de 2.500 metres de desnivell fins als peus de la glacera de Rongbuk, al vessant tibetà. L'endemà, després de valorar les escasses possibilitats d'un segon intent en aquelles condicions, es va decidir posar fi a l'expedició.

## Primera expedició Caixa de Barcelona a l'Everest (1983)

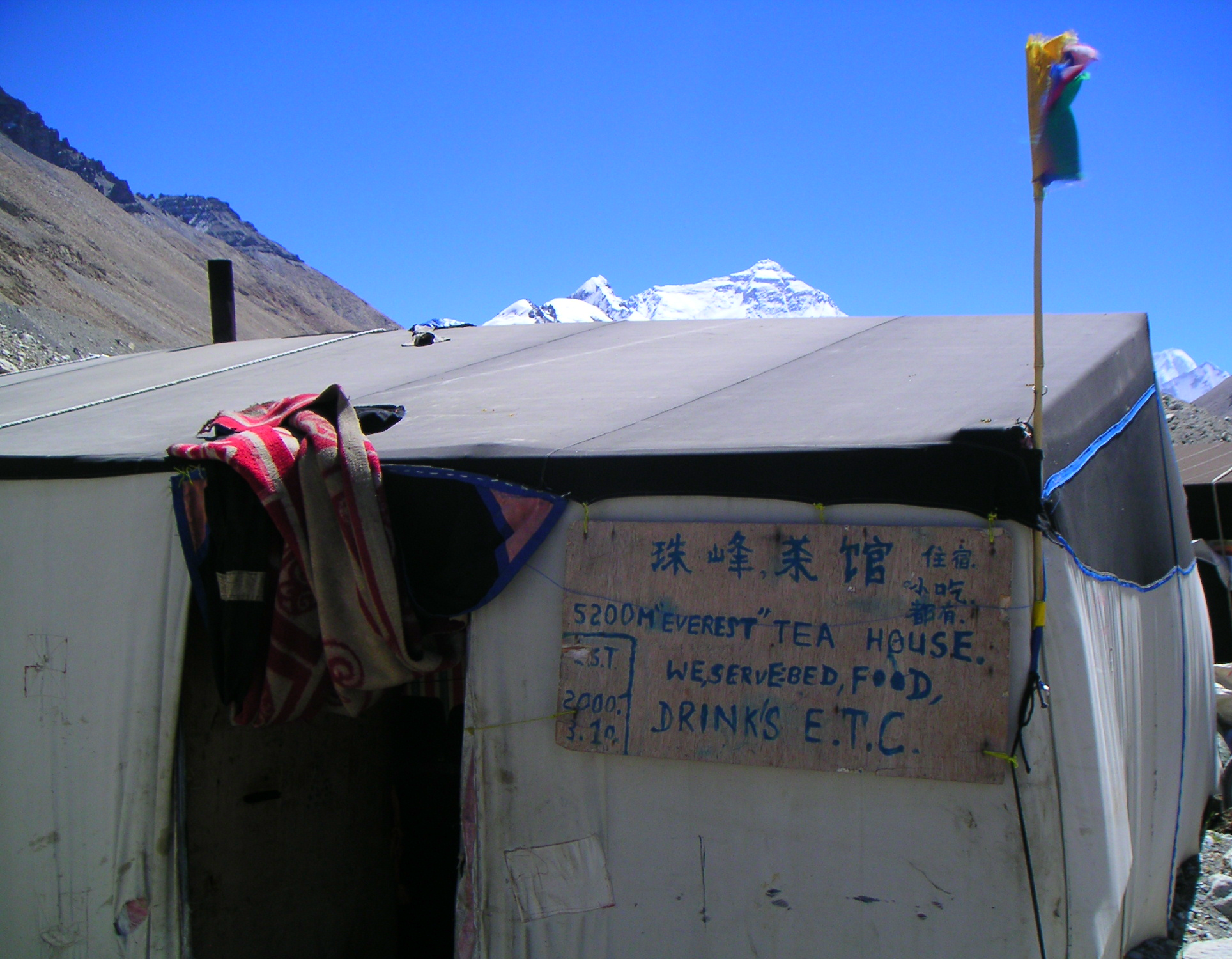
Casa de te al Camp base Nord de l'Everest, l'any 2005. Al fons s'aprecia el cim de la muntanya.

### Els preparatius
El 1983 es va organitzar l'Expedició Caixa de Barcelona a l'Everest, la primera vegada que un equip català provava l'ascens pel coll nord. La gènesi d'aquest projecte –antecedent directe de l'expedició de 1985– cal trobar-lo en les primeres gestions realitzades per Conrad Blanch, Enric Font, Pere Aymerich i Antoni Ricart, que ja a la primavera de 1980 havien enviat la sol·licitud per escalar l'Everest a l'Associació Xinesa de Muntanya, organisme que concedeix els permisos d'escalada als cims d'aquest país, obtenint una resposta favorable per intentar l'ascens a la tardor de 1983.
Amb el permís sobre la taula, i després de l'emoció que havia despertat a Catalunya la primera expedició fallida del CEC, van aconseguir el suport econòmic de la Caixa de Barcelona, que es va comprometre a finançar la iniciativa. Malauradament, el maig de 1982 dos dels seus impulsors, Enric Font i Pere Aymerich, van desaparèixer a 7.400 metres d'altura quan intentaven conquerir el Manaslu. Arran d'aquest fet Antoni Sors i Joan Massons es van incorporar a l'equip promotor i entre els quatre van escollir la resta de components de l'expedició: Nil Bohigas, Òscar Cadiach, Jordi Camprubí, Jordi Canals, Josep M. Duran, Lluís Gómez, Enric Lucas i Miquel Sánchez.

### Desenvolupament de l'expedició
L'expedició va sortir de Barcelona el juliol de 1983 i va arribar al Camp base de la muntanya el 12 d'agost. A mitjan setembre el mal temps va paralitzar l'avanç de la comitiva, retenint-los al Camp III amb una nevada molt intensa que va fer augmentar el risc d'allaus. Un primer atac al cim va tenir lloc el 24 de setembre amb la instal·lació per part d'un grup de sis alpinistes (Bohigas, Cadiach, Canals, Camprubí, Lucas i Gómez) del Camp VI a 8.000 m, però van haver de recular quan el vent huracanat va fer impossible la seva permanència en alçada. El 30 de setembre va tenir lloc el segon intent protagonitzat per Sors, Canals i Gómez, que no va passar dels 7.000 m per causa d'un nou empitjorament del temps. El 7 d'octubre es va iniciar el tercer i darrer atac per part de dos equips, un format per Lucas i Bohigas i un altre per Camprubí i Cadiach, que anaven per darrere. Malgrat el mal temps, els quatre alpinistes van aconseguir de muntar un Camp VII provisional a 8.300 m, però l'11 d'octubre el van haver d'abandonar enmig d'una forta tempesta. Tres dies després, el 14 d'octubre, es va decidir oficialment donar per finalitzada l'expedició, atès l'enorme desgast físic i psíquic que havia patit tot l'equip, que havia romàs més de cinc setmanes per sobre dels 6.500 m.
El telegrama enviat a Barcelona per anunciar la decisió d'abandonar acaba dient «ara toca avall, però tornarem amunt». Abans d'abandonar la Xina, l'Associació de Muntanya va prometre un nou permís per a l'estiu de 1985, durant l'anomenat moonsonbreak o intervals de bon temps entremig de l'època monsònica, posant les bases per a una segona expedició.

## Segona expedició Caixa de Barcelona a l'Everest (1985)

### Preparatius
Arribats del Tibet, la comitiva va rebre del president de la Caixa de Barcelona, Josep Joan Pintó, la confirmació que l'entitat donaria suport al nou intent de 1985. Això va portar l'equip organitzador a ocupar-se dels preparatius per a la nova expedició, incorporant per a aquesta ocasió tres nous membres: Xavier Pérez Gil, Jordi Magriñà i Carles Vallès. Toni Sors, com a responsable tècnic, va ocupar-se de les provisions d'equip, mentre que Jordi Canal i Carles Vallès s'encarregaren de l'aprovisionament d'aliments. El material final total pesà uns 5.000 kg, entre els quals uns 100 kg de caixes de farmàcia, fet que convertia l'expedició en una de les més lleugeres a l'Everest fins al moment. En l'apartat d'aliments s'afegí com a novetat una carn cuinada a Barcelona pel restaurant Sí, Senyor i envasada al buit per l'empresa Casa Tarradellas de Vic.
Poc abans de marxar, el juny de 1985, els organitzadors van rebre de l'alcalde de la capital catalana, Pasqual Maragall, un banderí amb l'ensenya de la candidatura per als Jocs Olímpics de Barcelona 1992. El president de la Generalitat, Jordi Pujol, i el director general d'Esports, Josep Lluís Vilaseca, també van donar mostres de suport al grup d'expedicionaris.

### Arribada al Tibet i al Camp base

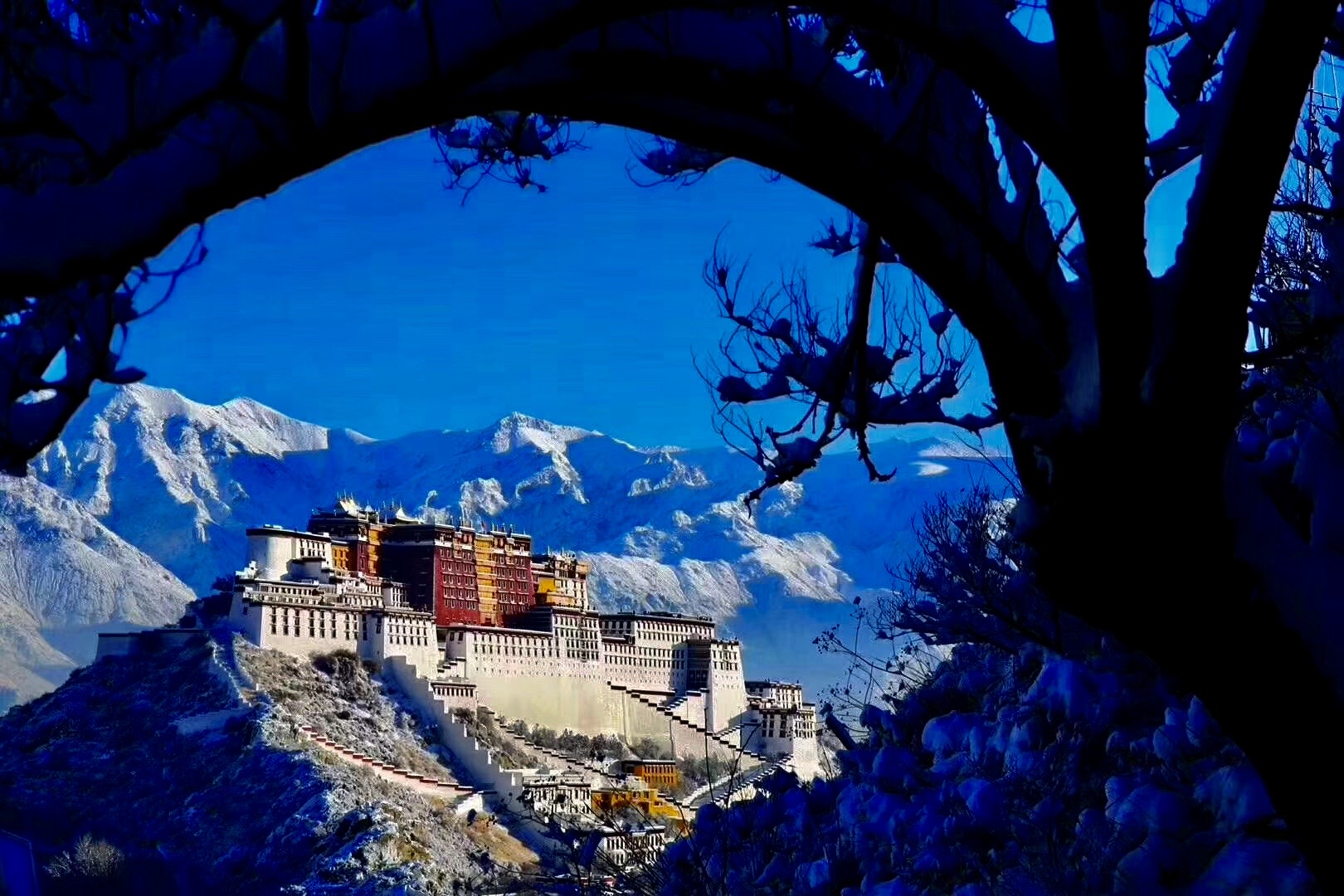
El palau de Potala, antiga residència del Dalai-lama a Lhasa

Els 14 de juny els membres de l'expedició van arribar a Pequín i, després de diverses gestions amb les autoritats xineses, el dia 17 van agafar un altre vol a Chengdu, des d'on poc després sortirien cap a la capital tibetana, Lhasa. Allà també van arranjar qüestions de logística, carregant el material en tres camions, i van aprofitar per conèixer la cultura del país que els acollia, visitant el palau presidencial del Potala i el temple de Jokhang. Entre la ciutat i el Camp base de l'Everest hi ha una distància de 650 km que van recórrer durant diversos dies en microbús a través d'una pista que travessa cinc colls de muntanya de més de 5.000 metres d'altura.
El dia 1 de juliol es trobaren a Kodari, situada a al frontera entre la Xina i el Nepal, amb el grup de cinc portadors nepalesos (mal anomenats xerpes atès que només un d'ells era d'aquesta ètnia) que s'afegirien a l'expedició. Després de l'intent de 1983, en què els alpinistes quedaren molt descontents amb el rendiment dels portadors proporcionats per l'Associació Xinesa de Muntanya, es decidiren a contactar directament persones experimentades que ja havien conegut en expedicions anteriors.

### Instal·lació dels campaments d'altitud

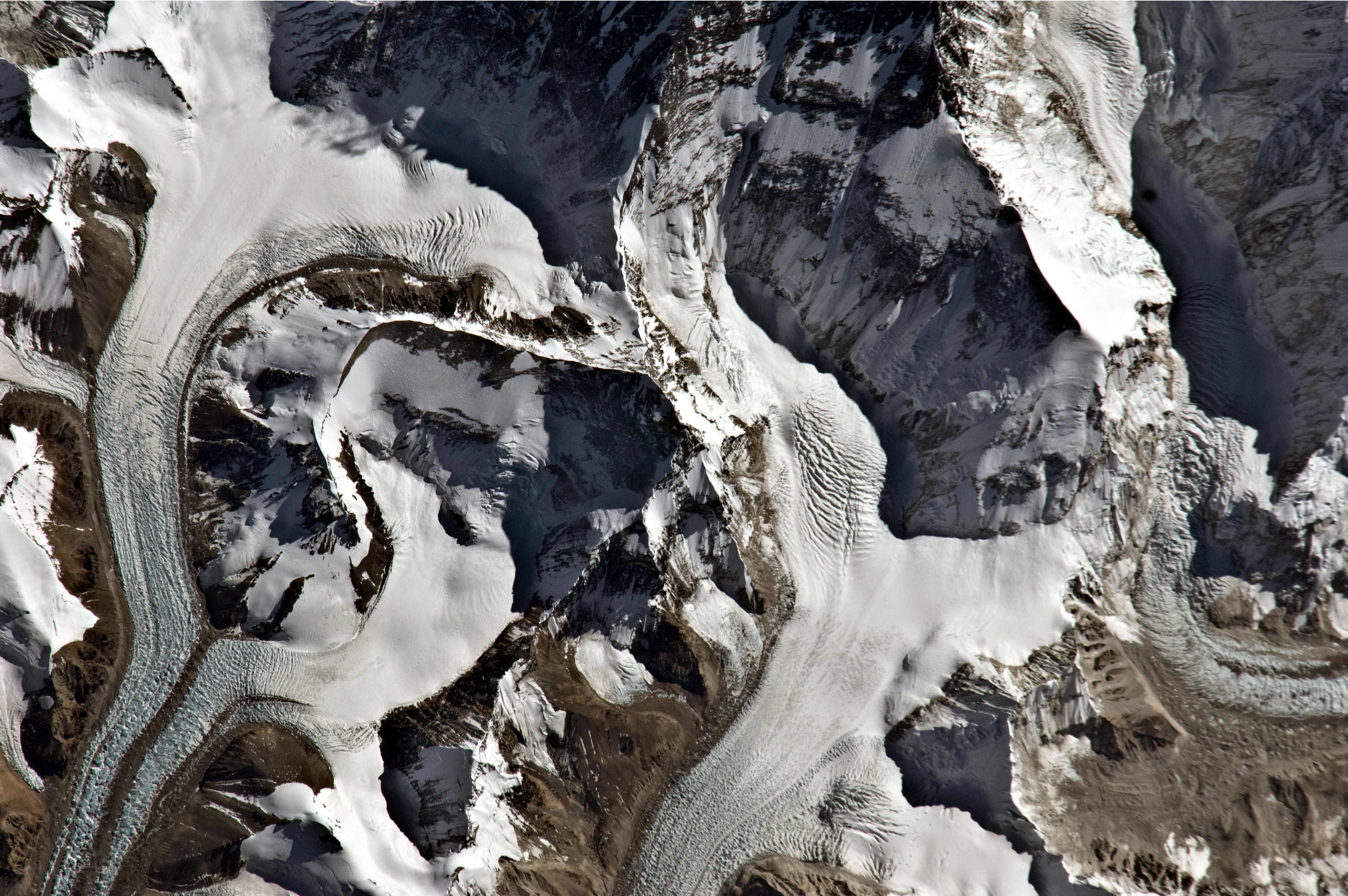
Foto espacial realitzada per la NASA on s'aprecia la glacera de Rongbuk i la ruta del coll nord i l'aresta nord-est de l'Everest.

Durant aquell mes els integrants de l'equip es van dedicar a una fase d'aclimatació efectuant ascensions curtes d'un o dos dies a cims veïns de 6.000 metres i aprofitant per muntar els tres primers campaments d'altitud a la gelera oriental de Rongbuk, la via natural d'accés al coll nord de l'Everest. El material es va pujar amb iacs, l'animal de càrrega típic del Tibet. El Camp I es va instal·lar a 5.500 m, el Camp II a 6.000 m i el Camp III a 6.500 m. Els dos primers eren lleugers i força precaris perquè no estava previst fer-ne gaire ús. El Camp III, en canvi, disposava de dues tendes grans per a cuina i rebost, i deu tendes dormitori, una de les quals amb una emissora de ràdio idèntica a la del Camp base.
A partir del Camp III, situat en una morrena, calia iniciar l'ascens del coll nord a través d'una gelera fàcil però plena d'esquerdes, ja coneguda i transitada en l'expedició de 1983. Entre l'1 i el 5 d'agost aquest trajecte es va equipar completament amb 800 metres de corda fixa, utilitzades per pujar les càrregues per equipar i avituallar el Camp IV i els següents. El 6 d'agost es va instal·lar el Camp V a 7.750 m, més amunt que en l'anterior intent. Des d'aquí s'ofereixen dues possibilitats: pujar pel corredor Norton, via més directa que havia utilitzat Messner però amb més risc d'allaus; o prosseguir per l'aresta nord fins a trobar la unió amb l'aresta nord-est i d'allà fins al cim, un recorregut més llarg però més segur. Atès l'estat de la neu, molt tova després de fortes nevades en els dies i setmanes anteriors, es va triar la segona opció, repetint la via seguida el 1983.
El Camp VI, des d'on s'atacaria el cim, es va situar als 8.450 m, a l'aresta nord-est. Des d'aquí només caldria recórrer una distància vertical de 400 metres fins al cim, superant els tres «esglaons», una sèrie de murs de neu, roca i gel que obstaculitzen l'ascens fins al vèrtex. L'esforç de traginar el pes i muntar aquest campament, però, va impactar en la salut física dels membres de la cordada que se'n va ocupar (Cadiach, Gómez, Sánchez i Vallès).

### Primers atacs (12–16 d'agost)
Una cordada formada per Camprubí, Canals i Pérez Gil, amb els portadors Shambu, Karma i Narayan, va prendre el relleu, pujant el 10 d'agost al Camp V amb la intenció d'atacar el cim dos dies després. Finalment sortiren tots menys Pérez Gil, amb problemes digestius, però no van poder passar dels 8.650 m, trobant-se enmig d'una nevada i totalment colgats en neu tova. Superar el «segon esglaó» en aquelles condicions era impossible. Abans de tornar, però, van deixar una corda fixa i dues ampolles d'oxigen que serien crucials en el descens de l'atac que va conquerir finalment la muntanya. En els dies successius el mateix grup va fer dos intents més, sense èxit.
El dia 14 d'agost un nou equip format per Sors, Magriñà, Vallès i Nawang va sortir del Camp V en direcció al Camp VI, però el portador nepalès no es va trobar bé i van haver de descendir fins al Camp IV. Mentrestant, cinc alpinistes més –Cadiach, Pérez Gil, Lucas, Bohigas i Gómez– van arribar el dia 15 al Camp V amb la intenció de provar un atac l'endemà, però la nit del 15 al 16 d'agost va caure una nova nevada i el temps va empitjorar molt, obligant-los a descendir. El dia 16 tota l'expedició es va retrobar al Camp III i es va decidir que la majoria de l'equip tornés al Camp Base per recuperar forces després de quinze dies lluitant amb la muntanya. El dia 19 Enric Lucas i Jordi Camprubí van decidir no tornar a pujar per raons d'estat d'ànim (Lucas va rebre un telegrama avisant-lo que perdria la feina si no tornava aviat), si bé Camprubí va acabar més tard enfilant fins al Camp V per seguir l'evolució de la cordada que va assolir el cim.

### Conquesta del cim (21-28 d'agost)

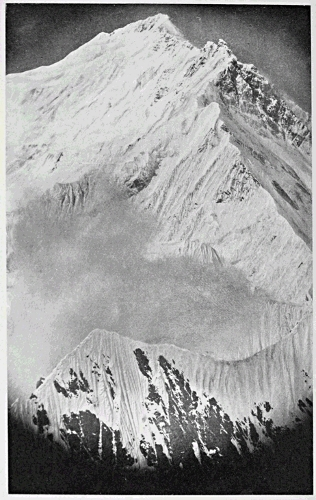
Fotografia de l'aresta nord-est (1921)

El dia 21 d'agost Vallès, Canals, Sánchez, Shambu, Karma i Narayan van arribar al Camp III, on només s'havien quedat Blanch, Sors, Ricart, Nawang i Nima. L'endemà també ho va fer Cadiach. El 23 va tornar a nevar, posant seriosament en dubte les possibilitats reals que l'expedició pogués fer cim en algun moment. El dia 25, emperò, el temps va millorar i el 27 un grup de nou alpinistes van sortir cap al Camp VI. En arribar-hi, només sis van poder-s'hi quedar a fer nit: Cadiach, Sors, Vallès, Shambu, Karma i Narayan; els altres tres –Canals, Sánchez i Nawang– es trobaven bé però van haver de baixar. No s'havia decidit prèviament qui ho hauria de fer: es va decidir allà mateix.
El 28 d'agost, amb bon temps (poc vent i -30 °C), la cordada va enfilar amunt decididament, superant el «segon esglaó» (Cadiach va fer-hi la primera escalada «en lliure» de la història, sense utilitzar una escala que hi havia instal·lat una expedició anterior) i continuant devers el cim, obrint traça penosament en la neu fonda. Per aquest motiu la progressió va tornar-se molt lenta i no va ser fins a dos quarts de set de la tarda –hora de Pequín– que va escoltar-se el missatge per ràdio d'Òscar Cadiach:
| « | Catalunya ha assolit el sostre del món. Visca Catalunya! | » |

Els alpinistes van romandre al cim prop d'una hora comunicant-se per ràdio, dictant telegrames a llurs famílies, fent-se fotografies i col·locant les banderes. Cadiach va llegir la sextina que Joan Brossa havia escrit expressament per a l'ocasió –un gest que s'ha interpretat com una audàcia genuïnament avantguardista del poeta català– i es va escoltar l'himne d'Els Segadors per l'emissora. Toni Sors fins i tot va fumar una cigarreta.
Des de l'organització es va trametre un comunicat a l'oficina de premsa de Caixa de Barcelona per tal que la notícia fos coneguda a Catalunya:
| « | Amb l'emoció desbordada i amb gran goig i satisfacció us comuniquem que Catalunya ha assolit avui el sostre del món a les 18 hores 20 minuts hora de Pequín. Després de 15 hores d'escalada els catalans Òscar Cadiach de Tarragona, Antoni Sors de Sant Vicenç de Montalt i Carles Vallès de Barcelona amb els nepalesos Shambu Tamang, Ang Karma i Narayan Shrestra han trepitjat el cim de l'Everest on han romàs durant una hora. Dalt del cim onegen ja les banderes de Catalunya, Caixa de Barcelona i la de la Barcelona Olímpica de 1992. Òscar Cadiach ha llegit íntegrament el poema d'en Joan Brossa que ha colpit la muntanya i els nostres cors. Des del Camp Base s'ha tramès per ràdio l'himne de Catalunya que ha ressonat dalt del cim als vents del Tibet i del Nepal. L'ascensió s'ha realitzat íntegrament sense oxigen, aquest s'ha utilitzat només per pernoctar al Camp 6 a 8.450 m. Després del gegantí esforç la cordada d'atac es troba bé i en aquests moments ja està baixant cap al Camp 6. Malgrat que el temps no ha acompanyat s'ha aconseguit l'èxit. Aquesta és la tercera ascensió mundial de l'aresta nord-est i la primera europea. També és la segona ascensió absoluta de l'Everest en la seva història en plena època monsònica. Dediquem l'èxit a Catalunya, a Caixa de Barcelona, a totes les nostres famílies i amics i a aquells qui han confiat en nosaltres. Ens va faltar poc en 1983 i ara hem arribat on assenyala la fletxa. Gràcies a tots. Visca Catalunya! Visca el muntanyisme català! Amunt, amunt, amunt! | » |
| — Conrad Blanch, Joan Massons, Ton Ricart, Toni Sors, Nil Bohigas, Òscar Cadiach, Jordi Camprubí, Jordi Canals, Lluís Gómez, Enric Lucas, Jordi Magriñà, Xavier Pérez-Gil, Miquel Sànchez, Carles Vallès | |   |

### Descens complicat (29-30 d'agost)

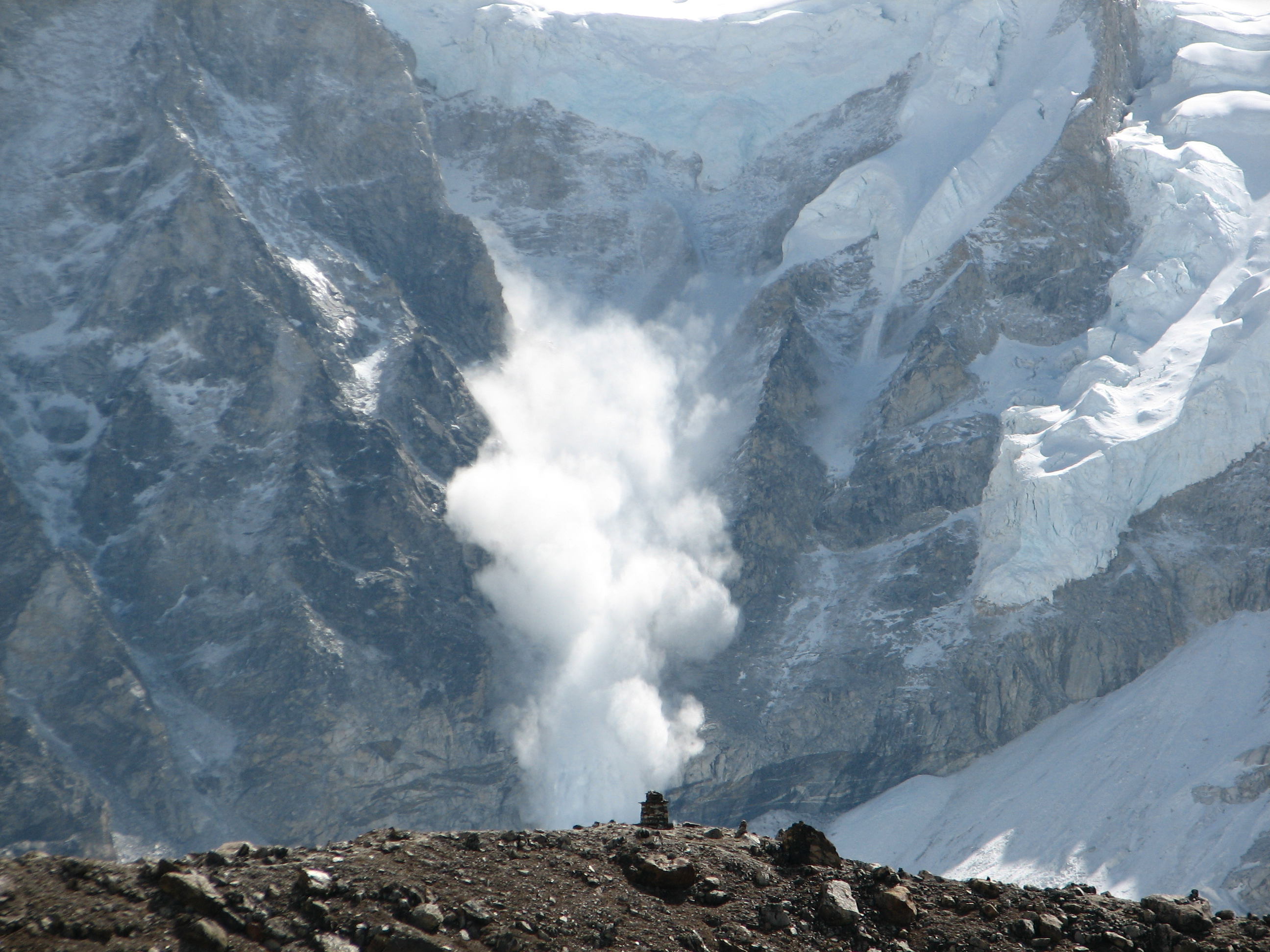
Allau a l'Everest el maig del 2006

Després d'uns instants de joia i celebració, la cordada es va disposar a davallar resseguint la traça oberta hores abans. És en baixar dels cims que es produeixen la majoria d'accidents a la muntanya, especialment quan –com en aquesta ocasió– es fa de nit poc després d'iniciar el descens. La foscor, el fred i sobretot el cansament dificulten l'objectiu. Quan l'avançada del grup –Shambu i Ang– estava baixant el «segon esglaó», es va produir un despreniment seguit d'una allau de placa que va arrossegar Ang Karma setanta metres més avall, sortosament sense mes conseqüències que la pèrdua de la seva motxilla; tanmateix, això implicava no disposar de la roba d'abric necessària en aquella altitud. Prosseguiren el descens i arribaren al Camp VI a les tres de la matinada.
Per la seva banda, quan els tres catalans i Narayan es trobaven al mateix punt, Toni Sors va patir una caiguda i quedà aturat per dues roques. Aquest ensurt, sumat a l'esgotament físic, que havia tornat a posar-se a nevar i que encara quedaven per superar alguns trams perillosos, els va fer decidir-se a fer bivac a 8.600 m, engrandint i arraulint-se a l'interior d'una cavitat entre el gel i la roca, on van fregar-se mútuament per mantenir la calor corporal. Des del Camp III els responsables de l'expedició van seguir els esdeveniments amb una gran preocupació perquè hi havia pocs precedents de bivacs a aquella altitud dels quals els alpinistes n'haguessin sortit vius. Durant la matinada, en què les comunicacions per ràdio van ser constants, Carles Vallès i Òscar Cadiach van mostrar símptomes d'estar al límit i no poder-se ni moure, i immediatament Pérez Gil i Gómez van iniciar l'ascens des del Camp V per anar a ajudar-los, però dues allaus que van estar a punt d'emportar-se'ls muntanya avall van fer que els donessin l'ordre de tornar a baixar.
A primera hora Sors i Narayan van reprendre el seu descens. Sors va anar obrint traça cap al Camp VI i el nepalès va baixar a trobar els dipòsits d'oxigen que havia deixat la cordada que va atacar el cim 12 d'agost. Va carregar una ampolla a la seva motxilla i va tornar a enfilar amunt. A les onze del matí es va trobar amb Cadiach i Vallès, que havien començat a baixar pel seu propi peu després de la insistència dels interlocutors per ràdio que els animaven des del campament. Els va donar l'oxigen, que anirien respirant per torns, i van continuar junts el descens enmig de la boira i d'una nevada cada cop més intensa. En aquest punt es van esgotar les bateries de la ràdio i es va tallar la comunicació, que no es va reprendre fins a les sis de la tarda, quan Sors va informar que es trobaven tots sis al Camp VI sans i estalvis.
El migdia del dia 30 van arribar al Camp V, on Gómez, Pérez Gil, Magriñà i Bohigas havien estat esperant si s'oferia una nova oportunitat per a un segon assalt al cim. Tanmateix, les previsions de temps van confirmar que seria necessària una espera de set a deu dies per tal que la neu caiguda s'assentés convenientment, superant el període de permís de què gaudia l'expedició (que finalitzava el dia 31 d'agost). Bohigas va insistir a fer una temptativa en solitari, però el cap de l'expedició va dissuadir-lo. Finalment, doncs, tots van acabar davallant cap als camps inferiors a trobar-se amb la resta de companys.

### Retorn a Catalunya
Un cop tornats al Camp base, l'1 de setembre, hom va celebrar la gesta i es va llegir alguns telegrames enviats per diverses personalitats del país:
| «                                                       | Avui tenia la intuïció que aquesta vegada sí que ho aconseguiríeu. Com a President de Catalunya us dono les gràcies perquè amb aquesta feta ens feu sentir a tots contents i orgullosos de ser catalans. | » |
| — Jordi Pujol, president de la Generalitat de Catalunya | |   |

| «                                        | Barcelona molt feliç per conquesta sostre del món. La gesta de la bandera olímpica a l'Everest serà la nostra millor promoció per als Jocs Olímpics 1992. La tenacitat sempre triomfa. Heu treballat molt bé en tots els terrenys. Barcelona us imita i admira. | » |
| — Pasqual Maragall, alcalde de Barcelona | |   |

| «                                                                                 | Us felicitem plens de joia per la vostra magnífica victòria que ha dut l'excursionisme català al sostre del món. Visca Catalunya. Una forta abraçada. | » |
| — Joan Garrigós, president de la Federació d'Entitats Excursionistes de Catalunya | |   |

També es va rebre un telegrama de l'Ambaixada d'Espanya a Pequín en què es transmetia una felicitació en nom del rei d'Espanya. Els dies següents els van oferir recepcions oficials a Lhasa i a Pequín, però ja tot estava preparant-se per la rebuda a casa. L'expectació era enorme i el ressò de l'èxit esportiu no va estar exempt de lectures polítiques. Fins i tot, una setmana abans de la seva arribada, el president Pujol va pujar al Puigmal, davant les càmeres i amb la seva família, en homenatge als expedicionaris que havien conquerit el punt més alt de la Terra, tal com havia promès en una entrevista anterior a la consecució del cim.
Tres dies abans del retorn, el missatge oficial del president amb motiu de la Diada Nacional emprava la gesta alpinística com un element d'exaltació patriòtica davant del govern de l'Estat espanyol:
| «                                                       | No hi ha cap poble que hagi fet coses que valguin la pena sense patriotisme. (...) Aquest patriotisme que ens fa sentir orgullosos dels nostres grans artistes universals, que ens fa posar a tots el nostre gra de sorra per als Jocs Olímpics o que ens fa esclatar de joia quan ens arriba la notícia que uns catalans han fet cim a l'Everest i hi han plantat la bandera catalana. Aquesta bandera és, enguany, el símbol de tot el que us estic dient. Ha estat posada allà dalt gràcies a l'esforç i a la constància d'uns homes que se sentien representants de tot el nostre poble. Cap llei ni cap decret no ens la treuran. Perquè està massa amunt, perquè no és el resultat d'uns objectius mediocres, sinó d'una gran ambició. I d'una gran tenacitat. D'una gran confiança en nosaltres mateixos, d'una acció coordinada i ben feta, d'una audàcia ben calculada i serena. Tot això al servei d'aquest posar alt el llistó de Catalunya. I al servei d'una estimació, d'un patriotisme que els feia dir no pas «hem fet cim», o «aquest o l'altre han fet cim», sinó que Catalunya havia fet cim, que Catalunya havia assolit el sostre del món. Ens ho varen anunciar joiosament. Doncs bé, Catalunya ha de ser cim en mo!tes altres coses. I pot fer-ho. I ho està fent. No cim en el sostre del món, però cim a un bon nivell. No tot són Everests. O més ben dit, tots tenim el nostre particular Everest, més petit i menys espectacular, però que hem de pujar. Diumenge passat, per exemple, vaig inaugurar un polígon industrial en una capital comarcal. Un polígon que va bé, amb inversions i noves indústries. Amb nous llocs de treball. Hi havia empresaris decidits, hi havia els components il·lusionats d'una cooperativa, hi havia —entre altres— els treballadors d'una empresa que s'havia salvat gràcies a l'esforç molt especial i al sentit de responsabilitat dels seus obrers. Tot això és un Everest […] | » |
| — Jordi Pujol, president de la Generalitat de Catalunya | |   |

Finalment, el dia 14 de setembre l'expedició va aterrar a l'aeroport del Prat on va ser rebuda a peu d'avió pel president del Parlament de Catalunya, Miquel Coll i Alentorn i altres càrrecs institucionals. Un dels primers a atansar-s'hi va ser Joan Brossa, autor del poema que es va llegir al cim de la muntanya. Centenars de persones esperaven a la terminal, on es va realitzar una primera roda de premsa, amb pancartes i amb crits de «independència, independència» i «no hi és, no hi és, l'espanyola a l'Everest», en referència al fet que no van pujar al cim cap bandera estatal. Hi havia també la presència de nombroses entitats excursionistes d'arreu del país, la Colla Vella dels Xiquets de Valls i els Falcons de Vilafranca.
Unes cinc mil persones els esperaven després a la plaça de Sant Jaume, on van visitar primer la seu fundacional de la Caixa de Barcelona, que havia finançat l'expedició, i després van ser protagonistes de sengles recepcions oficials al Saló de Cent de l'Ajuntament de Barcelona i al Palau de la Generalitat de Catalunya. En aquella ocasió, i arran de la polèmica pel fet que l'expedició no havia dut la bandera espanyola al cim tot i ser la segona de l'Estat que ho aconseguia després de la basca de 1980, l'alcalde barceloní Pasqual Maragall va afirmar que «els catorze expedicionaris han acomplert amb el seu deure, però, sobretot, amb la seva il·lusió i que, tot i que hi hagi gent que voldria que al cim de l'Everest també hi flamegessin d'altres banderes, no va ser possible no solament a causa de problemes d'espai físic, sinó de problemes d'espai moral. Són molts els segles en què els nostres símbols no han pogut flamejar i aquest era el moment de fer-ho i, fins i tot, diria que hauríem de continuar fent-ho en solitud.»

## Integrants
Els integrants de l'expedició provinents de Catalunya eren un total de catorze alpinistes de demostrada solvència i experiència anterior. Tret de tres noves incorporacions, tots havien format part també de la primera expedició Caixa de Barcelona de 1983.
| Nom                        | Responsabilitat           | Edat | Professió                               | Club                        | Principals expedicions i ascensos anteriors                            |
| -------------------------- | ------------------------- | ---- | --------------------------------------- | --------------------------- | ---------------------------------------------------------------------- |
| Conrad Blanch i Fors       | Cap de l'expedició        | 34   | Enginyer químic i empresari             | CEC i C.E. Taradell         | Noshaq (1977), Andes (1978), Gasherbrum II (1980)                      |
| Joan Massons i Rabassa     | Sots-cap de l'expedició   | 41   | Professor de finances                   | UEC Barcelona               | Andes (1976), Saraghrar (1977), Dhaulagiri (1979), Ama Dablan (1981)   |
| Antoni Sors i Ferrer ᐃ     | Responsable tècnic        | 35   | Fuster                                  | Agrupe de Mataró            | Andes (1975-78), Wakhan (1976), Broak Peak (1981), Lhotse (1984)       |
| Antoni Ricart i de Mesones | Responsable mèdic         | 34   | Metge                                   | CEC                         | Noshaq (1974), Gasherbrum II (1980), Manaslu (1982), Lhotse (1984)     |
| Miquel Sánchez i Múrcia    | Organització i transports | 29   | Redactor publicitari i guarda de refugi | CEC                         | Alt Atlas (1980), Spitzberg (1981), Manaslu (1982)                     |
| Jordi Canals i Fontán      | Dietètica                 | 30   | Enginyer químic, biòleg i professor     | CEC i Club Alpí UAB         | Andes (1978), Manaslu (1982)                                           |
| Lluís Gómez i Mestre       | Organització              | 35   | Analista informàtic                     | CEC, Club Alpí UAB i CEP    | Andes (1979), Gasherbrum II (1980)                                     |
| Òscar Cadiach i Puig ᐃ     | Fotografia i cinema       | 32   | Propietari d'una botiga d'esports       | CET i CEC                   | Ahaggar (1978), Rakaposhi (1981), Everest (1982), Nanga Parbat (1984)  |
| Jordi Camprubí i Casas     | Material i equip          | 36   | Director comercial                      | C.E. Comarca del Bages      | Alt Atlas, Iran, Tirich Mir, Makalu (1976)                             |
| Nil Bohigas i Martorell    | Fotografia                | 26   | Agent d'assegurances                    | UEC Gràcia                  | Saraghrar (1982), Annapurna (1984)                                     |
| Enric Lucas i Llop         | Comunicacions             | 24   | Guarda de refugi                        | UEC del Prat de Llobregat   | Huascarán (1981), Saraghrar (1982), Annapurna (1984)                   |
| Xavier Pérez Gil *         | Material i equip          | 36   | Comercial                               | CEC, CMB, CECB i UEC Gràcia | Annapurna (1974), Wakhan (1975), Lhotse (1980), Everest (1982)         |
| Jordi Magriñà i Güell *    | Alimentació               | 33   | Analista informàtic                     | AAEET de Valls              | Andes (1978), Ahaggar (1979-80), Rakaposhi (1981), Nanga Parbat (1984) |
| Carles Vallès i Ocaña * ᐃ  | Aprovisionament           | 24   | Agent comercial                         | CEC, UEC Barcelona          | Svalbard (1981), Huascarán (1983) Cho Oyu (1984)                       |

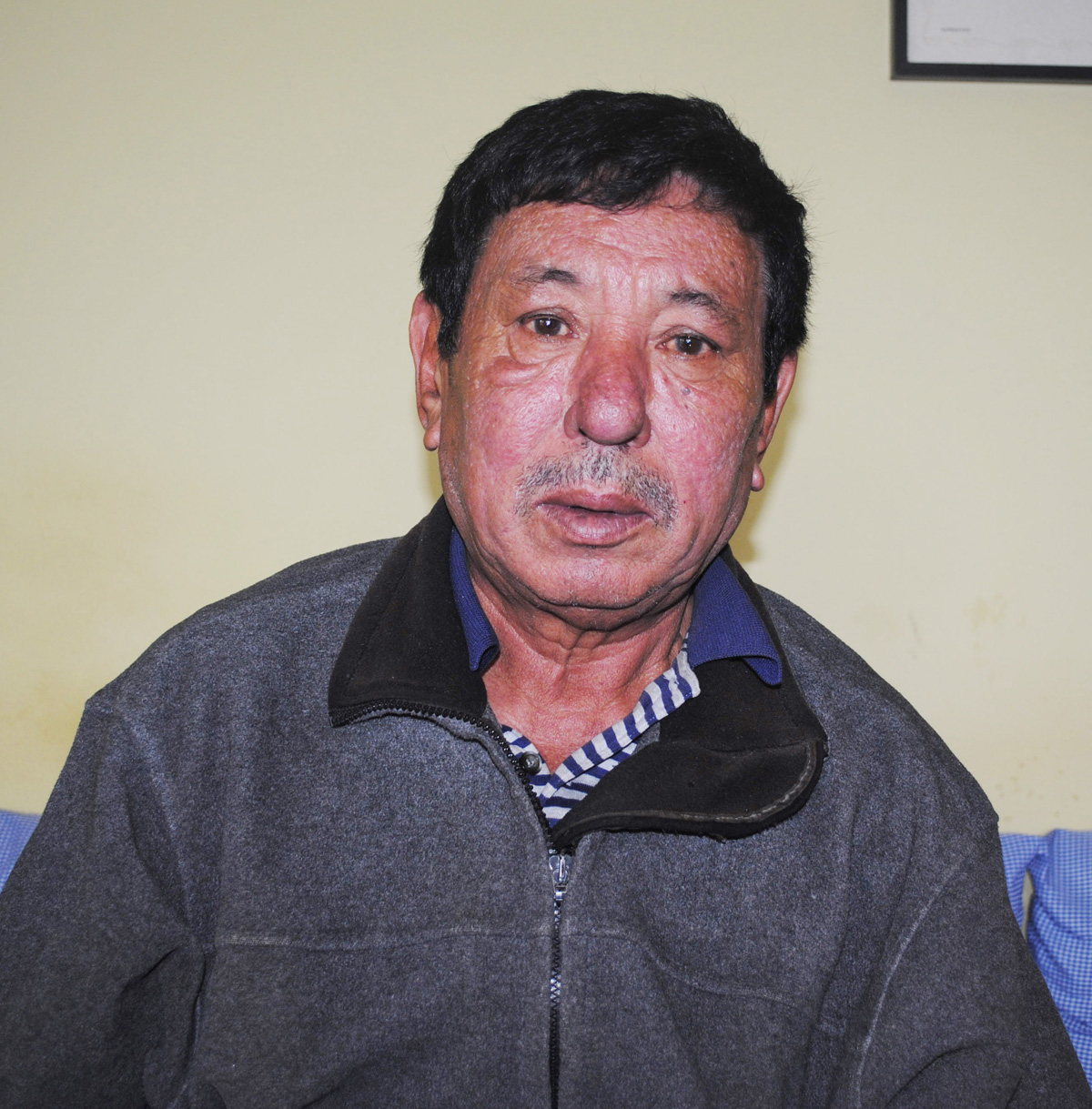
El sirdar Shambu Tamang

Pel que fa als portadors, mal anomenats xerpes –de fet l'únic que era pròpiament d'aquesta ètnia era Ang Karma, que va ser el primer xerpa en fer el cim de l'Everest des del cantó tibetà–, eren també un grup d'experimentats muntanyencs que s'incorporaren a l'expedició un cop aquesta arribà al Tibet. El sirdar o cap de l'equip era Shambu Tamang, en aquell moment (i fins al 2001) la persona més jove que havia escalat el sostre del món, l'any 1973, amb una edat que segons les fonts oscil·la entre els 16 anys i els 18 anys.
| Nom                        | Responsabilitat | Edat | Principals expedicions i ascensos anteriors                       |
| -------------------------- | --------------- | ---- | ----------------------------------------------------------------- |
| Ang Karma Sherpa ᐃ         | Portador        | 27   | Annapurna (1983), Cho Oyu (1984), Kangtega (1984), Everest (1984) |
| Shambu (o Sambhu) Tamang ᐃ | Sirdar          | 33   | Everest (1973), Alps, Cho Oyu (1984)                              |
| Nima Dorje                 | Portador        |      | Dhaulagiri (1979), Everest (1980 i 1982)                          |
| Narayan Kumar Shrestra ᐃ   | Portador        | 24   | Ama Dablan, Annapurna, Pumori, Everest (1984)                     |
| Nawang Yonden              | Portador        |      | Kanchenjungma, Everest (1984)                                     |

## Repercussió
L'expedició catalana a l'Everest de 1985 és encara avui considerada una de les grans gestes de l'alpinisme català, i per les seves característiques tècniques concretes també ha merescut el respecte per part d'experts alpinistes de fora de Catalunya. En el seu moment va tenir una repercussió mediàtica molt gran al país, apareixent a les portades de la premsa catalana i essent seguida per milers de persones a través de les cròniques aparegudes en diaris i televisions.
L'any 1985 Televisió de Catalunya (TV3) va emetre el documental Hem fet el cim! amb els materials gravats per l'expedició i Edicions 62 va publicar l'any següent un llibre monogràfic amb el mateix títol escrit per Conrad Blanch i Joan Massons. El 2010 es va reemetre el documental dins un capítol del programa Temps d'aventura amb motiu del 25è aniversari de la gesta.
Els membres de l'expedició i en especial els tres alpinistes que van coronar el cim han estat objecte de diversos homenatges. Entre ells, destaquen Òscar Cadiach per la seva dilatada trajectòria alpinística que li ha valgut, entre d'altres, la Creu de Sant Jordi, o el maresmenc Antoni Sors, desaparegut l'any 1987 quan intentava escalar el Lhotse, al qual s'ha dedicat una plaça i un monument a la ciutat de Mataró –on va establir-se– i un gegant a Sant Vicenç de Montalt, el seu poble natal.